# Loïc Bruni
Loïc Bruni, né le 13 mai 1994 à Nice,, est un coureur cycliste français spécialiste de VTT de descente. Il est notamment quintuple champion du monde de descente en 2015, 2017, 2018, 2019 et 2022.

## Biographie
De 2012 à 2015, dès sa première année en catégorie junior, il roule dans l'équipe Lapierre INternational puis Lapierre Gravity Republic, aux côtés de Sam Blenkinsop, Cameron Cole, Emmeline Ragot et Sam Flockhart. À partir de la saison 2016, il rejoint l'équipe Specialized Gravity avec Finn Iles et Loris Vergier[réf. souhaitée].
Le 1er juillet 2012, il marque les esprits lors de la Coupe du monde à Windham en montant sur le podium avec les élites grâce à sa 5e place, alors qu'il n'est que junior. Cette même année, il devient champion du monde junior à Leogang. En 2015, avant même sa première victoire en Coupe du monde, il devient champion du monde élite à Vallnord en Andorre. Il faudra attendre 2016 pour qu'il remporte sa première manche de Coupe du monde à Cairns mais se blesse ensuite, ce qui l'empêche de participer aux deux manches suivantes. Sur cette même piste de Cairns, une année plus tard en 2017, il va s'imposer pour devenir champion du monde élite. Il réussit grâce à un choix de pneu semi slick à l'arrière, et un amortisseur à air. Il sera à nouveau titré en or aux championnats du Monde à Lenzerheide en 2018, à Mont Sainte-Anne en 2019. Cette même année, il s'impose au classement général de la Coupe du Monde UCI.
En 2020, saison marquée par le Covid et les annulations de courses, il chute aux championnats du monde de Leogang, dans des conditions rendues très difficiles par la boue sur une nouvelle partie de piste, mais va réussir l'exploit de gagner la dernière manche de Coupe du monde à Lousa, en utilisant un système modifiant les réglages d'amortisseur et de fourche tout en roulant. Très proche de son mécanicien Jack Roure, natif de Pernes-les-Fontaines dans le Vaucluse, ils innovent ensemble depuis leur début de leur collaboration en 2010 pour gagner de précieuses secondes. Ils sont à l'origine du choix de roues différencié entre l'avant et l'arrière sur les vélos de Descente, appelé "mullet", qu'ils vont proposer à Specialized pour le modèle Demo. Il est aujourd'hui le 2e athlète le plus titré de l'histoire aux championnats du monde (5) derrière Nicolas Vouilloz (7).

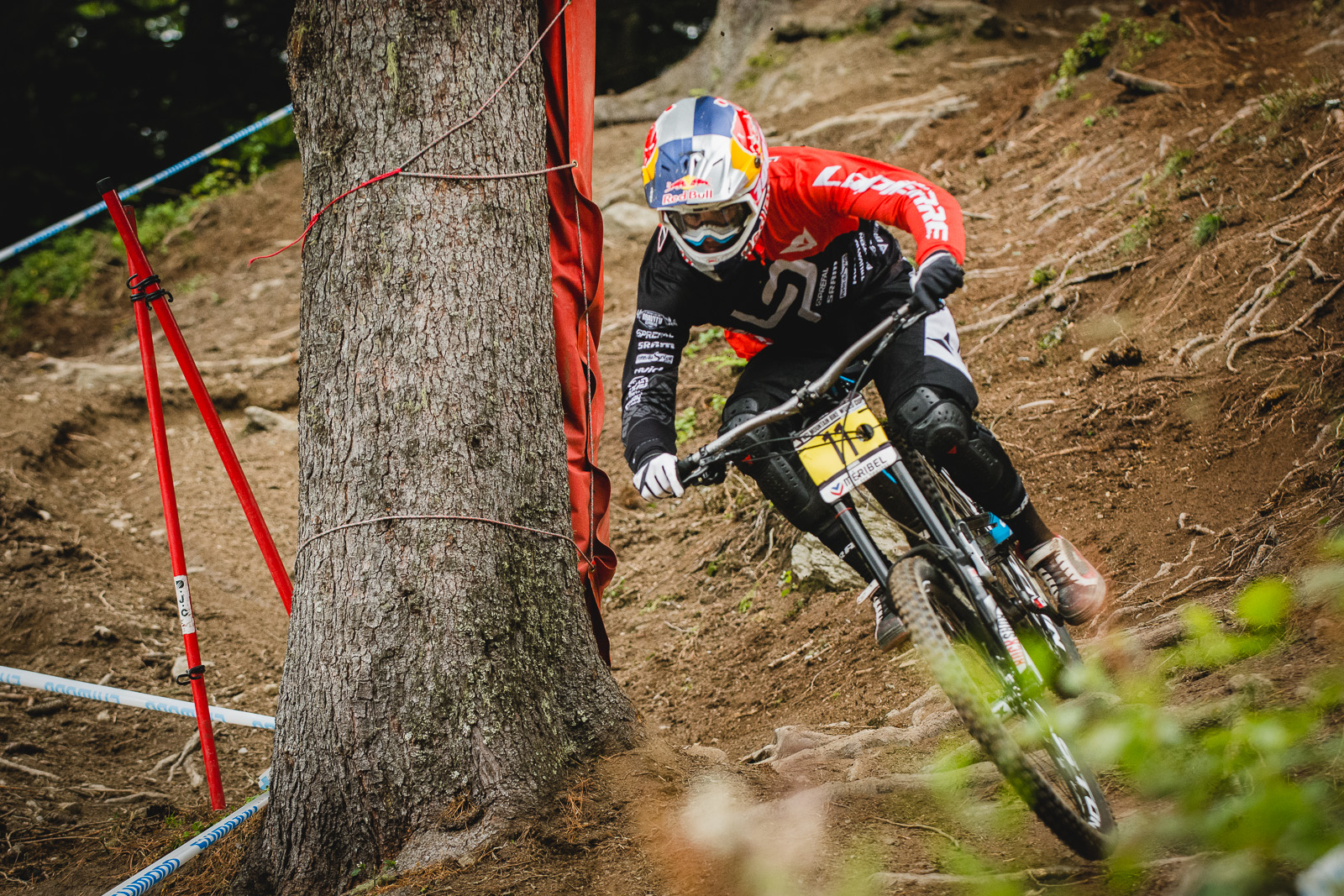
Loïc Bruni à la Coupe du monde 2014.
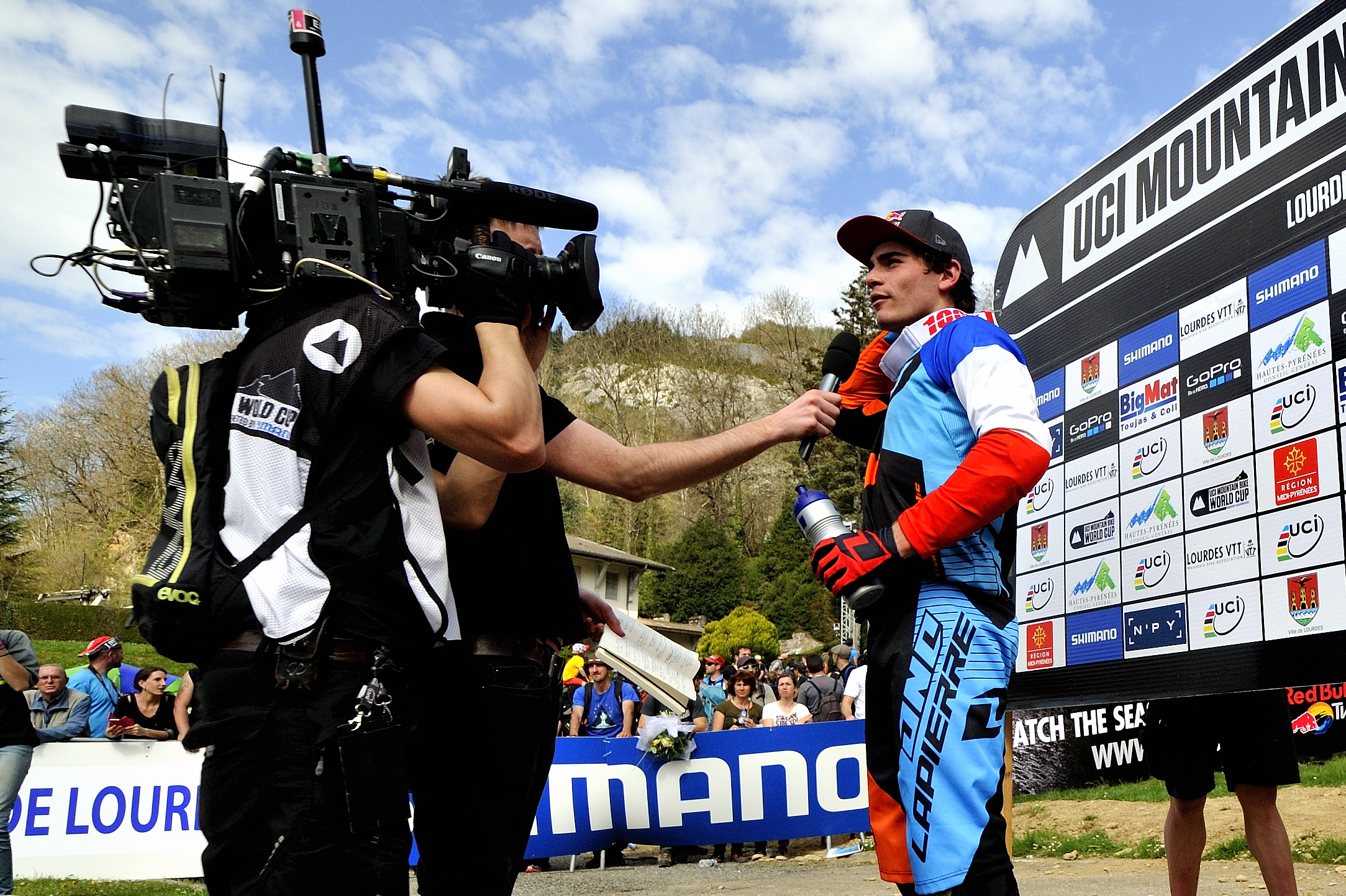
Loïc Bruni lors de la 1re manche de la Coupe du monde 2015 à Lourdes.

## Palmarès en VTT de descente

### Championnats du monde
- Saalfelden-Leogang 2012
  -  Champion du monde de descente juniors
- Vallnord 2015
  -  Champion du monde de descente
- Val di Sole 2016
  - 83e de la descente
- Cairns 2017
  -  Champion du monde de descente
- Lenzerheide 2018
  -  Champion du monde de descente
- Mont-Sainte-Anne 2019
  -  Champion du monde de descente
- Leogang 2020
  - 62e de la descente
- Val di Sole 2021
  - 6e de la descente
- Les Gets 2022
  -  Champion du monde de descente
- Fort William 2023
  - 4e de la descente
- Pal Arinsal 2024
  - 78e  de la descente[6]

### Coupe du monde de descente
- Coupe du monde élites (4)
  - 2013 : 4e du classement général
  - 2014 : 10e du classement général
  - 2015 : 2e  du classement général
  - 2016 : 6e  du classement général, vainqueur d'une manche
  - 2017 : 4e  du classement général
  - 2018 : 7e  du classement général, vainqueur d'une manche
  - 2019 : 1er  du classement général, vainqueur de 3 manches
  - 2020 : 2e  du classement général, vainqueur d'une manche
  - 2021 : 1er  du classement général, vainqueur d'une manche[7]
  - 2022 : 14e du classement général
  - 2023 : 1er  du classement général, vainqueur d'une manche
  - 2024 : 1er  du classement général, vainqueur de 2 manches

### Championnats de France de descente
- 2011 :  Champion de France juniors
- 2012 : 29e juniors[8]
- 2013 :  Champion de France
- 2014 :  Champion de France
- 2015 :  Champion de France
- 2016 : absent[9]
- 2017 :  Champion de France
- 2018 : 162e[10]
- 2019 : absent[11]
- 2020 :  Médaillé d'argent
- 2021 :  Médaillé de bronze
- 2022 :  Médaillé d'argent
- 2023 :  Champion de France
- 2024 : absent[12]